# Глажево (посёлок)
Глажево — посёлок в Киришском районе Ленинградской области, административный центр Глажевского сельского поселения.

## История
По административным данным 1966 года посёлок Глажево в составе Киришского района не значился.
Решением Леноблисполкома № 40 от 2 февраля 1971 года вновь возникшей центральной усадьбе совхоза «Осничевский» было присвоено наименование посёлок Глажево.
По данным 1973 года Глажево значилось совхозным посёлком, являвшимся административным центром Глажевского сельсовета, в который входили 11 населённых пунктов. В посёлке находилась центральная усадьба совхоза «Осничевский».
По данным 1990 года посёлок Глажево являлся административным центром Глажевского сельсовета, в который входили 20 населённых пунктов общей численностью населения 4026 человек. В самом посёлке проживали 2509 человек.
В 1997 году в посёлке Глажево Глажевской волости проживали 2603 человека, в 2002 году — 2352 (русские — 96 %).
С 1 января 2006 года в соответствии с областным законом № 49-оз от 1 сентября 2004 года «Об установлении границ и наделении соответствующим статусом муниципального образования Киришский муниципальный район и муниципальных образований в его составе» посёлок Глажево является центром Глажевского сельского поселения.
В 2007 году в посёлке Глажево Глажевского СП проживали 2340 человек, в 2010 году — 2231.

## География
Посёлок расположен в северной части района на автодороге 41А-006 (Зуево — Новая Ладога).
Расстояние до районного центра — 27 км.
Ближайшая железнодорожная станция — Глажево.
Посёлок находится на левом берегу реки Волхов.

## Население
| 2007 | 2010  | 2017  |
| ---- | ----- | ----- |
| 2340 | ↘2231 | ↗2479 |

### Национальный состав
Согласно данным Всероссийской переписи населения 2021 года в посёлке проживали 2938 человек, из них:
 русские — 2373, таджики — 18, узбеки — 16, армяне — 9, украинцы — 9, белорусы — 5, татары — 5, цыгане — 5, аварцы — 2, казахи — 2, мордва — 2, грузины — 1, марийцы — 1, молдаване — 1, немцы — 1, туркмены — 1, финны — 1, другие национальности — 8 человек, остальные национальность не указали.